# Ephraim Willard Burr
Ephraim Willard Burr (Warren, 7 marzo 1809 – San Francisco, 20 luglio 1894) è stato un politico statunitense, 9° sindaco di San Francisco.